# Villers-Saint-Frambourg
Villers-Saint-Frambourg korábbi község Franciaországban, Oise megyében. Lakosainak száma 553 fő (2018. január 1.). Villers-Saint-Frambourg Pontpoint, Brasseuse, Chamant, Fleurines, Ognon, Pont-Sainte-Maxence és Villeneuve-sur-Verberie községekkel határos.
2019. január 1-jén Ognon korábbi községgel egyesült és az így létrejött Villers-Saint-Frambourg-Ognon új község része lett..

## Népesség
A település népessége az elmúlt években az alábbi módon változott:
| Lakosok száma | 565  | 558  | 593  | 556  | 553  |
|               | 2013 | 2015 | 2016 | 2017 | 2018 |